# Viador (tribuno)
Viador (em latim: Viator) foi um oficial bizantino do século VI, ativo durante o reinado do imperador Maurício (r. 582–602). Em algum momento antes de 599, serviu como tribuno da cidade de Hidruntina (Otranto). Em 599, o papa Gregório I (590–604) pediu para que o oficial Ócila investigasse certos abusos em Calípolis que foram perpetrados por Viador durante seu mandato tribunício.